# دمرو

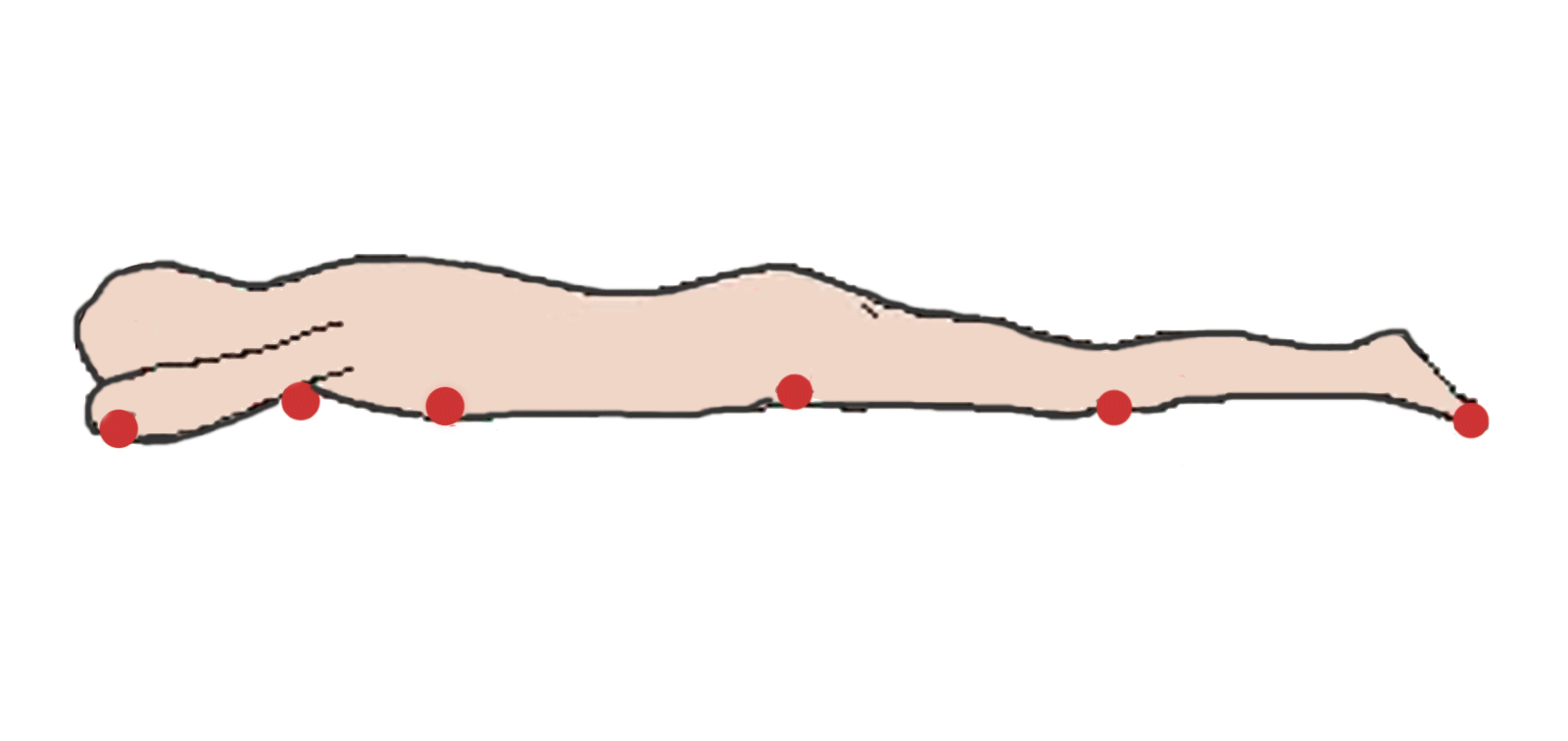
مکان‌های تحت فشار در حالت دمرو.

حالت به روی افتاده و پیشانی بر زمین نهاده را اصطلاحاً دَمَر یا دَمَرو می‌گویند. اصل این واژه «دیم به رو» است که دیم در فارسی به معنای صورت است.

## در جراحی
قرارگیری دمرو (به انگلیسی: Prone position)متداول‌ترین وضعیت در اعمال جراحی ستون مهره و نخاع می‌باشد.نخست بیمار در وضعیت طاق‌باز بیهوش گردیده و سپس توسط تیم جراحی به حالت صاف بر روی شکم برگردانده می‌شود.
- دست‌ها بر روی جادستی‌های طرفین قرار می‌گیرند.
- سر به یک طرف چرخانده شده و با یک پد از گونه و گوش بیمار محافظت می‌شود.
- در این پوزیشن برای جلوگیری از آسیب رسیدن به چشم‌ها، به آن‌ها پماد مخصوصی مالیده می‌شود.

## نقاط تحت فشار
گونه، قسمت جلویی دنده‌ها، خارایلیاک پیشین، کشکک و انگشتان پا که می‌توان با قرار دادن یک بالش در زیر پا از انگشتان محافظت نمود.

## در چه عمل‌هایی به کار می‌رود؟
لامینکتومی، رگ‌های واریسی، عمل‌های جراحی پشت قفسهٔ سینه و سینوس پایلونیدال.

## توجهات فیزیولوژیکی
- این پوزیشن پر مخاطره‌ترین وضعیت از نظر تنفسی است زیرا حرکات طبیعی دستگاه تنفسی و شکم را محدود می‌کند، بنابراین در این وضعیت باید از دستگاه تهویهٔ مصنوعی استفاده نمود.
- لولهٔ تراشه، خطوط وریدی و وسایل مانیتورینگ باید مرتب بررسی شوند.[۳]

## عوارض احتمالی
- چرخش سر در این وضعیت ممکن است منجر به انسدادسیاهرگ وداج بیرونی وسیاهرگ وداج درونی و در نتیجه اختلال در تخلیهٔ آن‌ها گردد.